# Apamea gemmosa
Apamea gemmosa là một loài bướm đêm trong họ Noctuidae.